# Kae Nishina
Kae Nishina (仁科 賀恵, 7 de desembre de 1972) és una exfutbolista japonesa.

## Selecció del Japó
Va debutar amb la selecció del Japó el 1995. Va disputar 46 partits amb la selecció del Japó. Ha disputat Copa del Món de 1995, 1999 i Jocs Olímpics d'estiu de 1996.

## Estadístiques
| Selecció del Japó | Selecció del Japó | Selecció del Japó |
| Anys              | Partits           | Gols              |
| ----------------- | ----------------- | ----------------- |
| 1995              | 9                 | 0                 |
| 1996              | 10                | 0                 |
| 1997              | 7                 | 1                 |
| 1998              | 10                | 0                 |
| 1999              | 6                 | 0                 |
| 2000              | 4                 | 1                 |
| Total             | 46                | 2                 |